# تگمنتوم شکمی
ناحیهٔ تگمنتوم شکمی یا منطقهٔ تگمنتوم شکمی یا (VTA) (به انگلیسی: Ventral Tegmental Area) (تگمنتوم در لاتین یعنی پوشش)، که به عنوان ناحیۀ تگمنتوم شکمی Tsai یا به‌طور خلاصه تگمنتوم شکمی نیز شناخته می‌شود، یک گروه از سلول‌های عصبی واقع در نزدیکی خط وسط کف مغز میانی است.
تگمنتوم شکمی منشأ سلول‌های دوپامینرژیک بدن در سیستم دوپامین مزوکورتیکولیمبیک و دیگر مسیرهای دوپامین است؛ این سیستم به‌طور گسترده‌ای در سیستم پاداش مغزی در هنگام مصرف مواد مخدر و در موقعیت‌های طبیعی دخیل است. تگمنتوم شکمی، نقش مهمی در تعدادی از فرایندها از جمله سیستم پاداش مغزی (برانگیختگی انگیزه، یادگیری مشارکتی و احساسات مثبت)، ارگاسم، و سایر اختلالات روانی ایفا می‌کند.
نورونهای موجود در ناحیهٔ تگمنتوم شکمی تا مناطق متعددی از مغز، اعم از قشر پیش پیشانی تا ساقۀ مغز تنفسی و چندین منطقه در بین آنها قرار دارند.

## عملکرد
تگمنتتوم شکمی به ناحیه توده سیاه کمپاکت بسیار نزدیک است و به همین دلیل تفاوت آنها بسیار مورد مطالعه قرار گرفته. تگمنتوم شکمی به دو مسیر مزوکورتیکال و مزولیمبیک مرتبط بوده و نقش بسیاری در ادراک و شناخت، پاداش، انگیزه و تکرار رفتار لذت بخش و شکل گیری اعتیاد دارد. توده سیاه کمپاکت به جسم مخطط (هسته دم دار و پوتامن) متصل می‌شود و مسیر آن نایگرواستریاتال نام دارد که با مصرف مواد مخدر تخت تأثیر زیادی قرار نگرفته و بیشتر در حرکت بدن نقش دارد.

## مسیر مزولیمبیک
ناحیهٔ Nucleus Accumbens و تگمنتوم شکمی ارتباط قوی و نقش کلیدی در مسیر پاداش یا مزولیمبیک داشته که در یادگیری، رفتار با انگیزه قبلی، پردازش پاداش و تنبیه و اعتیاد نقش بسیار دارند